# Cayennepeppar

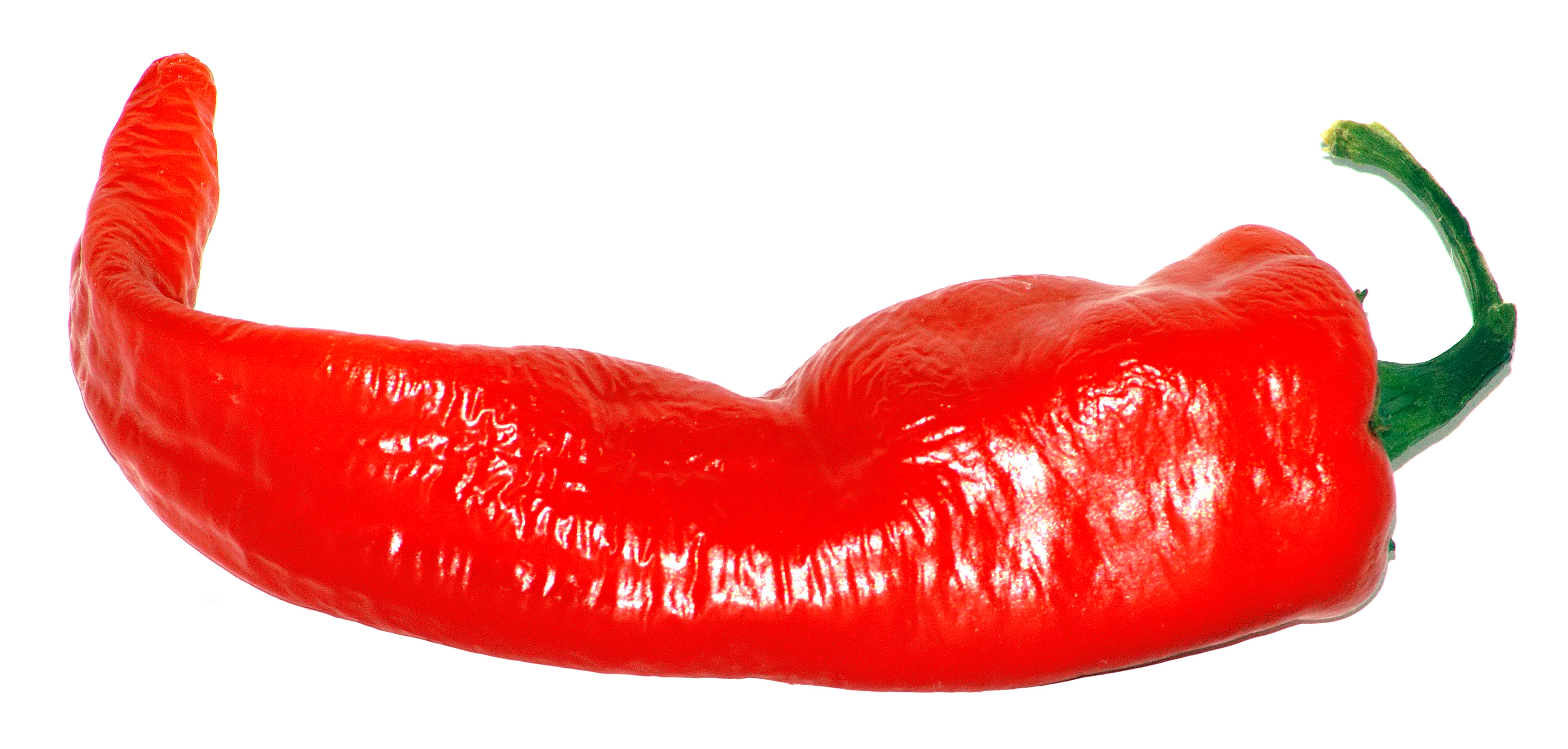
En stor cayennepepparfrukt

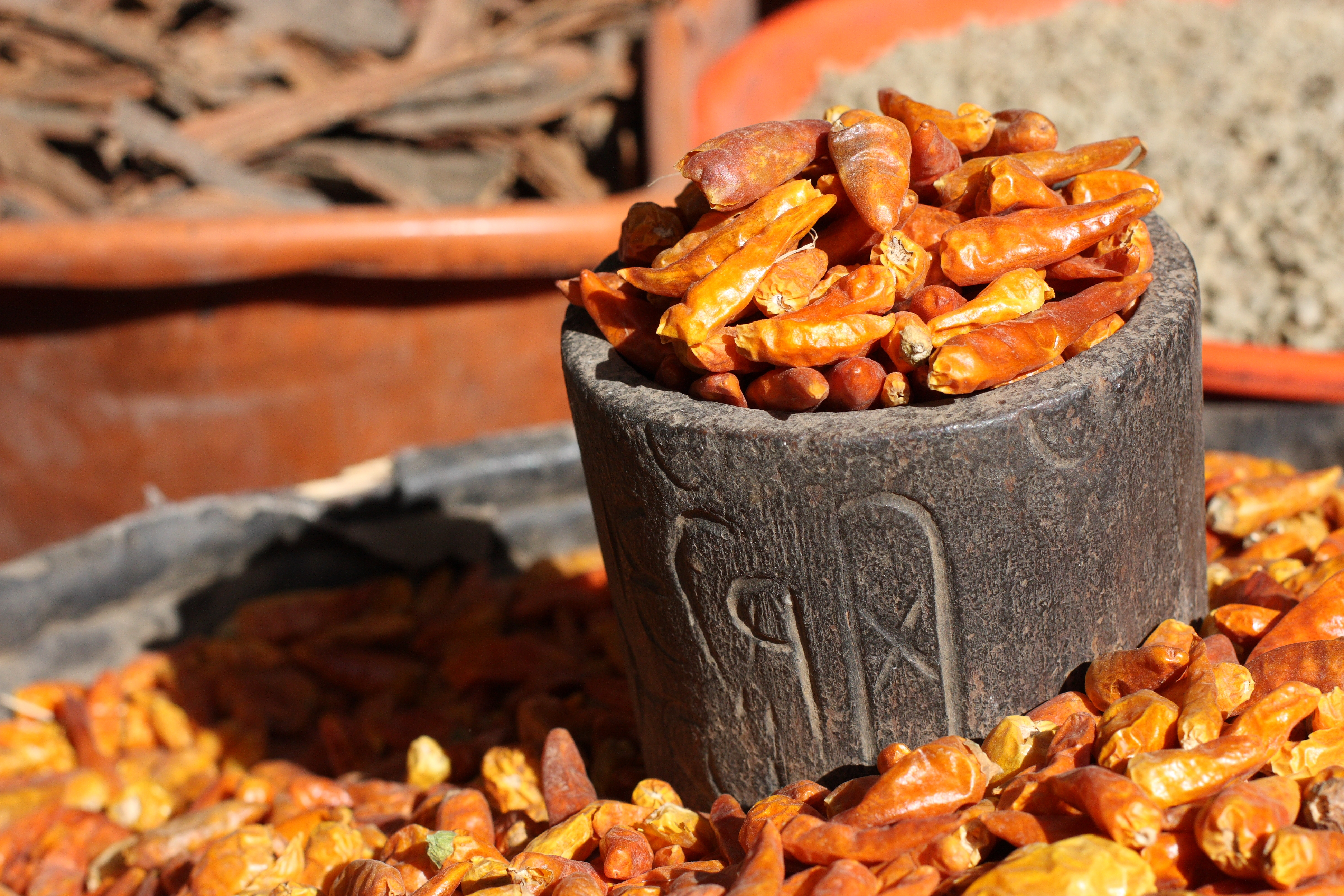
Cayennepeppar till salu i en souk i Sanaa, Yemen.

Cayennepeppar, eller kajennpeppar, är samlingsnamn för en grupp sorter inom arten spanskpeppar (Capsicum annuum). Gruppen är uppkallad efter staden Cayenne i Franska Guyana och dess frukter är populära som krydda i latinamerikansk och österländsk mat. Ämnet som ger den heta smaken kallas capsaicin och uppmäts ofta till cirka 27 000 scovillegrader (hos ett svenskt varumärke märke mellan 20 000 och 30 000).